# 蝙蝠俠：阿卡漢騎士
《蝙蝠俠：阿卡漢騎士》是一款已發行的動作冒險電子遊戲，由Rocksteady Studios開發製作，華納兄弟互動娛樂發行，支援PlayStation 4、Xbox One和Microsoft Windows平台。遊戲以DC漫畫超級英雄蝙蝠俠為主角，是2011年遊戲《蝙蝠俠：阿卡漢城市》之續作，也是《蝙蝠俠：阿卡漢》系列中第四部遊戲作品；本作原預計在2014年10月14日發售，不过后来大幅延期到2015年6月2日。最后又延期至6月23日。Microsoft Windows平台由於優化問題而無限期延期，最後於2015年10月28日重新上市。
劇情由賽夫頓·希爾、馬丁·蘭卡斯特和保羅·克魯克三人合作編寫，由多年蝙蝠俠系列劇情與一些原創故事所改編。這次故事發生於阿卡漢城市的一年後，蝙蝠俠這次對抗捲土重來的昔日強敵稻草人，其通過製造「恐懼」襲擊了高譚市，縱使全城市民疏散。而稻草人與一名神秘的新敵人「阿卡漢騎士」聯手，召集了所有蝙蝠俠的強大敵人們一起對抗他，意圖將徹底摧毀蝙蝠俠。此遊戲繼續採用第三人稱遊戲角度，讓玩家以操控蝙蝠俠本人形式來在遊戲裏作戰。本作變更為版圖更大的開放式世界，擴張至整座高譚市，而除了操控蝙蝠俠以外，遊戲還首次將蝙蝠車作為可操控對象，方便玩家在遊戲世界裏自由活動。其他蝙蝠俠的部分裝備和作戰模式都經過調整和升級以外，還引進其他支線任務供玩家選擇。
遊戲家用版本發行後獲得大多數讚賞，好評主要集中於遊戲的敘事、畫面、玩法、作戰模式和遊戲世界設計，而差評主要集中於遊戲多數作戰部分“過度依賴”蝙蝠車。遊戲發行後成為2015年度發售最快的電子遊戲，並是阿卡漢遊戲系列裡發售最快的作品。遊戲故事在2024年推出的《自殺突擊隊：戰勝正義聯盟》發展下去，但不會由蝙蝠俠擔任遊戲主人公。

## 操作
遊戲於高譚市內進行，城市分為三個不同島嶼：布雷克島（Bleake Island）、美加尼島（Miagani Island）、創始者島（Founders' Island）。玩家於遊戲前期只限於在布雷克島活動，隨著劇情進度就能前往任何地點。這次遊戲地圖被擴大化至整個高譚市，比前作中的阿卡漢城市的地圖多五倍大，多個島嶼、可出入建築物、以及敵人數量。
遊戲沿用系列以往作品中登場的工具和遊玩方式，包括氣動爪（Grapnel gun）、纜線（Line Launcher）、蝙蝠回力鏢（Batarang）、反擊系統和偵探視界（Detective Vision），新增之「干擾槍」（Disruptor），能封鎖或引爆敵人武裝或遙控炮台、對武器庫設下陷阱使敵人在開始時被電擊、以及發射在汽車上作為追蹤器；蝙蝠回力鏢感應器能在回力鏢擲出後收集附近環境的數據；「聲音合成器」（Voice Synthesiser）能模擬其他角色的聲音，繼而誘使敵人進入佈下的陷阱。蝙蝠俠除能在滑翔時使用部分工具，滑翔速度和距離亦有所提升，能作出斜度更高的俯衝和爬升，氣動爪也能在滑翔中使用以即時改變前進方向或連接兩個不同的爬升。
戰鬥系統包括基本的攻擊、反擊和閃避指令，連接後能成為技能連攜，使蝙蝠俠能連續作出攻擊時免受敵人傷害。部分普通敵人手持盾牌、電擊棒和機關槍，後者能對蝙蝠俠造成重大傷害，以上敵人於本作能作出在過往作品中只限大型敵人能使用的衝擊攻擊；於精準時機作出閃避或擲出蝙蝠回力鏢能即時擊倒衝擊中的普通敵人，作出反擊則能把敵人擲出以提高傷害程度。系統新增了抓起倒地敵人的技能，能在技能連攜中使用而不中斷連攜，以及容許蝙蝠俠奪去和使用敵人的部分武器直至武器損壞為止。本作新增了醫務兵敵人，能使其他敵人身上帶電和恢復倒地敵人的意識；持劍敵人和重裝兵抗傷害能力較高，必須先被迷亂才能被蝙蝠俠所傷，重裝兵如手持武器則需運用更多攻擊技能才能擊敗。圍捕戰中，敵人能採用戰術對抗蝙蝠俠的捕獵，包括置下地雷、使用遙控偵察機、破壞通風口、以及反追蹤或封鎖蝙蝠俠的偵探視界。有別於以往作品中必須站於地面鐵蓋上方才能進入地底通風槽，蝙蝠俠於本作中只要在通風槽附近就能迅速進入，同時也能對站得較遠的敵人進行制敵。
蝙蝠俠於市內會遇上敵人設下的防衛塔、哨站、無人載具和地雷。部分無人載具能透過新增工具「遙距入侵裝置」（Remote Hacking Device）入侵，使它們倒戈攻擊敵人。在未被發現的情況下，蝙蝠俠能使用本作新增的「恐懼制敵」（Fear Takedown）系統，連續地即時擊倒最多五個敵，每擊倒一個敵人後時間流逝會被減慢以便選擇下一個目標，此外附近一定範圍內的危險物品能作為環境制敵工具。蝙蝠俠能在部分戰鬥結束後取得經驗值，用以換取工具能力、戰鬥技能和提升生命值。
本作新增「雙重合作」模式（Dual Play），在部分戰鬥中玩家能在技能連攜進行中自由轉換使用蝙蝠俠及其一位戰友：羅賓、夜翼和貓女，各自的攻擊均能提高玩家的技能連攜，達一定數量時能使用雙人制敵技能同時轉換使用角色。
遊戲設有可在任何時候進行的支線任務，涉及蝙蝠俠的不同敵人，其中謎語人在遊戲中設出243個謎語挑戰，包括收集藏在市內各處、需要運用蝙蝠俠不同工具才能取得之謎語人獎盃，以及環境障礙物於每一圈均有所不同的地下賽車。謎語人獎盃的位置能透過盤問在市內隨機產生的謎語人手下獲得。主線任務完成後玩家可進入二週目，在保留一切已取得工具、經驗值、技能和謎語人獎盃的情況下再次完成遊戲。

### 蝙蝠車
蝙蝠俠可在本作中駕駛蝙蝠車，不論蝙蝠俠身處街上或空中，擁有防彈功能的蝙蝠車可隨時召喚至其所在地或降落地點。蝙蝠車可作一定距離的跳躍、短暫加速、原地旋轉、衝破小型障礙物、以及彈射出蝙蝠俠使之能即時在上空滑翔。部分敵人在看見蝙蝠車後將會逃走，如作出攻擊會被車上的自動防衛機制擊倒。蝙蝠車能透過升級提高能力表現，並設有兩個能隨時互相切換的模式：追逐（Pursuit）和戰鬥（Battle）。前者適用於點對點移動和完成指定的駕駛挑戰；後者使用時蝙蝠車外觀會變為類似坦克車的模樣，可作全方位移動和滑行，同時現出車上武裝，包括火神炮、超高速火炮、反坦克導彈和非致命鎮壓槍，經升級後可追加能即時癱瘓敵坦克行動之電磁脈衝裝置，以及使敵坦克倒戈之無人載具病毒發射器。蝙蝠俠能遙控蝙蝠車以進行解謎或克服障礙。

## 劇情

### 背景
隨著阿卡漢城市封閉，在設施中死去的小丑由詹姆斯·高登局長火化，徹底終結他的瘋狂暴行。九個月後，高譚市犯罪率開始急劇縮減，市民們也從來沒有感覺到如此安寧。然而和平永遠只是“曇花一現”，當初在阿卡漢精神病院下水道中死裡逃生的稻草人一直躲在暗處策劃復仇，這次捲土重來並聯合蝙蝠俠的所有敵人，當中包括企鵝人、雙面人、謎語人與哈莉·奎茵等，準備徹底剷除蝙蝠俠。稻草人於萬聖節前夕針對高譚市的一間餐館釋出其最新研製的恐懼毒氣，僅五盎司的劑量就將整間餐館變成人間地獄，造成數百萬居民遭受公開威脅而疏散出城，讓惡勢力迅速掌控人去樓空的城市。人手不夠的高登只能拜託蝙蝠俠幫忙追蹤稻草人，使蝙蝠俠面對前所未有的罪惡聯盟。

### 劇情
稻草人在萬聖節當天用「恐懼」掌控整座高譚市，獨自在外作戰的蝙蝠俠首先救出拒絕與稻草人聯手而被囚禁的毒藤女，先將她帶回警察局關押起來。高登之女、化名「神諭」（Oracle）的芭芭拉·高登協助蝙蝠俠查出艾斯化工廠是稻草人生產恐懼毒氣的地點，蝙蝠俠前往調查時被身份不明的新敵人「阿卡漢騎士」及其武裝民兵軍團阻撓，並發現稻草人已將整座化工廠變成一顆巨型毒氣炸彈。蝙蝠俠救出化工廠裡的人質後抓獲稻草人，卻發現他知悉芭芭拉的身份。話音剛落，芭芭拉直接斷訊而被擄走，稻草人則趁機逃跑。蝙蝠俠決定趕及在工廠爆炸前減弱爆炸威力，過程中吸入大量恐懼毒氣，本已死去的小丑這時現身在蝙蝠俠的面前。
早先因泰坦毒液導致血液中毒致死的小丑，生前曾把其帶毒血液送往市內各大醫院及供血庫，還曾將其輸進蝙蝠俠體內。雖然蝙蝠俠提供解藥救治所有感染市民，但仍有四名感染者因醫院系統出錯而未被及早發現，如今都因感染過久而罹患上類似克雅二氏病的「小丑感染症」（Joker Infection），其生理和心理均突變成小丑的模樣；蝙蝠俠將四名感染者隔離至「帕尼薩製片廠」（Panessa Studios）的實驗室，將四人當中似乎對突變有免疫力的亨利·亞當斯視為解藥來源。不為人知的是，體內殘留著一定量毒血的蝙蝠俠作為第五名感染者，這次跟稻草人的特殊毒氣結合，使小丑變成他的實體化精神幻覺，頻繁現身嘲諷蝙蝠俠的行動和心理。蝙蝠俠逃出化工廠後向高登坦白他與芭芭拉的合作關係，對此憤怒的高登決定背離蝙蝠俠而獨自去救女兒。由於騎士似乎對蝙蝠俠的任何行動都瞭若指掌，蝙蝠俠找不到其蹤跡之下拷問民兵，得知在城市各處靠「北極製冷公司」（North Refrigeration）的冷藏車走私槍械的企鵝人曾為騎士提供過軍械及安全屋。
蝙蝠俠與前來支援的夜翼聯手抓獲企鵝人，獲知稻草人準備奪取化武商人賽門·史塔格開發的「雲爆裝置」（Cloudburst），其以環繞暈場之原理運作，藉以大範圍擴散且強化恐懼毒氣。蝙蝠俠在史塔格的科研飛艇上尋獲稻草人，但不慎吸入毒氣而讓小丑暫時佔據心理和身體，使稻草人趁機帶著雲爆裝置逃之夭夭。蝙蝠俠恢復正常後，被稻草人的錄像引導至先前關押毒藤女的安全屋中找到芭芭拉，卻也親眼目睹吸入毒氣的芭芭拉為擺脫恐懼而舉槍自殺。絕望之際，蝙蝠俠只好求助毒藤女，讓她釋出一棵古樹藉以中和恐懼氣體。這時，哈莉·奎茵闖入製片廠釋出四名感染者，蝙蝠俠雖與羅賓聯手捕回所有感染者並擒獲哈莉，但亨利卻揭下自己裝作免疫、實與哈莉共謀的真面目，開始槍殺其他感染者藉以“優勝劣汰”，直到他注意到蝙蝠俠同樣受感染，有感蝙蝠俠將會取代他後舉槍自殺。發現真相的羅賓打算將蝙蝠俠囚禁，但蝙蝠俠在小丑制造的幻覺中看到前任羅賓傑森·托特遭小丑綁架、折磨與殺害之全景，最後只能將羅賓鎖進牢房中以不連累他。
阿卡漢騎士啟動雲爆裝置，恐懼毒氣隨即覆蓋全市，蝙蝠俠全力忍住毒氣，開蝙蝠車擊毀騎士裝載雲爆裝置的坦克。毒藤女以兩棵古樹的力量中和所有毒氣，卻也因此犧牲性命。蝙蝠俠因接觸更多毒氣而使心理的小丑更為強大，這時獨自去復仇的高登剛好被敵軍俘虜。蝙蝠俠到達騎士位於舊購物中心的總部內救出高登，卻也驚訝地發現騎士之真實身份為本應死去多年的傑森·托特，其精神因被小丑長期虐待、有感被蝙蝠俠拋棄而懷有強烈憎恨。蝙蝠俠靠潛伏手段擊敗傑森，仍希望對他伸出援手來彌補過失，產生心理矛盾的傑森最終獨自離開。蝙蝠俠陪高登到頂樓抓捕稻草人時，卻發現平安無事的芭芭拉被脅持；其之前自殺場面都是恐懼氣體造成的幻覺。高登透過苦肉計而讓蝙蝠俠將芭芭拉帶返警察局看護，自己卻被敵人俘虜。稻草人以餘下的武裝部隊集中火力攻擊警察局，蝙蝠俠雖然與芭芭拉聯手擊潰武裝部隊，但稻草人卻趁機靠高登入侵製片廠而抓走羅賓，迫使蝙蝠俠決定向稻草人投降。
蝙蝠俠被迫丟下裝備走進稻草人安排的貨車，被帶回兩年前棄置的阿卡漢精神病院。稻草人在阿卡漢宅邸裡以電視直播的方式，用羅賓性命要挾高登取下蝙蝠俠的面具，將其真實身份公諸於世。稻草人開始連續對蝙蝠俠注射毒劑，從而使蝙蝠俠在腦中與小丑展開最終對決。當小丑試圖連番製造混亂以削弱蝙蝠俠的意志時，蝙蝠俠卻反過來對小丑製造出「被世人遺忘」的恐懼感，也因此從小丑手中重奪身體控制權，最後將小丑永遠鎖入腦中最深處來徹底遺忘。見恐懼無法對蝙蝠俠起作用的稻草人大驚失色，而浪子回頭的傑森在遠處開槍釋放蝙蝠俠，使蝙蝠俠迅速脫身，將大量毒劑注入稻草人自己體內。一瞬間陷入無盡“蝙蝠恐懼”的稻草人直接落敗，最後由蝙蝠俠帶走交予警方收押。
在所有頭號通緝犯被逮捕，並確保高譚市排除現有威脅後，蝙蝠俠實行「騎士隕歿規程」（Knightfall Protocol）而正式結束守護高譚的使命，摧毀蝙蝠信號的同時也將面具丟在一旁。獲救的高登派出眾警察奪回城市控制權時，蝙蝠俠平靜地返回被大批媒體包圍的韋恩莊園，但當他剛進門不久，整座莊園突然發生原因不明的爆炸，而「蝙蝠俠」布魯斯·韋恩也被認定死亡。一段時間後，高登從警察局長職務退休，當選城市的新任市長，準備出席芭芭拉與蒂姆的婚禮。與此同時，兩名罪犯在劇院的後巷行劫一個三人家庭時，一個看似是蝙蝠俠、卻也是某種恐懼化身的「惡魔蝙蝠」（The Demon Bat）現身襲擊他們……。

### 支線任務
- 高譚頭號通緝（Gotham's Most Wanted）
  - 恐懼之都（City of Fear）：主線劇情，抓捕稻草人與和他聯手的阿卡漢騎士，所有支線任務會分別隨著遊戲各個進度出現。
  - 使命前線（The Line of Duty）：在城市各處拯救被罪犯挾持的16位消防員。
  - 謎語人的復仇（Riddler's Revenge）：挑戰謎語人設置的各種死亡陷阱和計時賽車來救出被他挾持的貓女；並搜集城市各處的謎語人獎盃、解開各個謎題，借此搜集足夠情報來抓捕謎語人。
  - 完美犯罪（The Perfect Crime）：調查棄屍於城市各處的遭殘忍殺害、被佈置成藝術品的不明屍體來抓捕瘋狂連環殺手豬教授。
  - 烈火高譚（Gotham on Fire）：阻止城市三處失火的消防局火災來抓捕蓄意縱火的螢火蟲。
  - 黑夜巨獸（Creature of the Night）：抓捕因為實驗失誤而變異成人蝠的科學家柯克·朗斯通（Dr. Kirk Langstrom）。
  - 紅翼繼承者（Heir to the Cowl）：透過再次面會死亡天使來調查他的真實身份與動機；玩家會操控死亡天使來完成蝙蝠俠的模擬訓練，最後會應玩家的選擇來替死亡天使決定違抗或是遵從聖杜馬教團的命令。
  - 槍械走私犯（Gunrunner）：與夜翼合作抓捕走私槍械的企鵝人。
  - 雙面強盜（Two-Faced Bandit）：抓捕趁亂到處搶銀行的雙面人。
  - 知心朋友（Friend in Need）：到韋恩企業頂樓面會準備對布魯斯·韋恩實施報復的緘默，並拯救被他挾持的福克斯。
  - 待宰羔羊（Lamb to the Slaughter）：藉由傑克·萊德搜集的情報，到「高譚女神像」前抓捕神秘邪教頭目黑火執事（英语：Deacon Blackfire）。
- 民兵任務（Arkham Knight's Militia）
  - 佔據高譚（Occupy Gotham）：摧毀民兵在城市高樓上建立的20座瞭望塔（Watchtowers）。
  - 武裝危機（Armored and Dangerous）：駕駛蝙蝠車追擊並摧毀民兵在城市各處流竄的9輛武裝輸送戰車（APCs）。
  - 橫行大道（Own the Roads）：摧毀民兵在城市中建立的20座關卡（Checkpoints）。
  - 裁軍大行動（Campaign for Disarmament）：用蝙蝠車摧毀民兵在城市各處設置的14個地雷（EDs），過程中擊破前來干預的無人坦克列隊；進度最後會決戰接替騎士指揮民兵的喪鐘，前提是完成其他三個民兵任務。
- DLC追加支線：惡名昭著（The Season of Infamy）
  - 夢遊仙境（Wonderland）：會面自首的瘋帽客以拯救被他挾持的三名警察，最後走出他的催眠故事書陷阱。
  - 影武者內戰（Shadow War）：協助奄奄一息的忍者大師找到最後的再生池源泉；任務最後會照玩家的選擇來裁決忍者大師的命運：注射解藥讓他複生或摧毀生命維持儀器永絕後患。
  - 水下鱷魔（Beneath the Surface）：與夜翼登陸一座墜毀的飛艇監獄「鐵之峰（英语：Iron Heights Penitentiary）」，制止因為非法實驗而陷入嚴重基因突變的殺手鱷。
  - 冰冷之軀（In From the Cold）：協助急凍人拯救他被武裝民兵劫走的妻子諾拉（英语：Nora Fries），最後拯救遭民兵包圍的急凍人。

### DLC追加故事
- 哈莉·奎茵故事包（Harley Quinn Story Pack）：故事發生在主線劇情之前，哈莉接受企鵝人的幕後支援去救出被關在血堂市（英语：Blüdhaven）監獄的毒藤女；玩家將操控哈莉來完成任務，夜翼與警察將會成為敵人。
- 紅頭罩故事包（Red Hood Story Pack）：故事發生在主線劇情之後，傑森·托德拋棄阿卡漢騎士身份後獨自當起無情俠客紅頭罩，來打敗惡名昭著的黑面具。玩家將操控傑森來完成任務，並顛覆蝙蝠家族的作戰規則、槍殺所有敵人。
- 蝙蝠女：家務事（Batgirl: A Matter of Family）：故事發生在首集之前，玩家將操控蝙蝠女，和羅賓一起到由海上石油平台改建的「海門遊樂園」（Seagate Amusement Park），營救被小丑和哈莉挾持的高登和數名警察。
- 封鎖警察局（GCPD Lockdown）：故事發生在主線劇情之後，在盧修斯的支援下，玩家將操控夜翼來阻止企鵝人越獄逃出警察局。
- 貓女的復仇（Catwoman's Revenge）：故事發生在主線劇情之後，玩家將操控貓女來潛入謎語人位於機器人工廠的秘密住所，最後通過偷走他的全部積蓄以及炸毀整個工廠來對他實施報復。
- 翻轉的硬幣（A Flip of a Coin）：故事發生在主線劇情之後，羅賓將在神諭的引導下抓捕越獄的雙面人，玩家將操控羅賓、在已無其他支援的情況下獨自完成任務。

## 人物

### 蝙蝠家族
- 布魯斯·韋恩／蝙蝠俠（Bruce Wayne / Batman；凱文·康羅伊配音）
- 阿福·潘尼沃斯（Alfred Pennyworth；修·佛萊瑟（英语：Hugh Fraser (actor)）配音）
- 芭芭拉·高登／神諭／蝙蝠女（Barbara Gordon / Oracle / Batgirl；艾希莉·葛林配音）
- 蒂姆·德雷克／羅賓（Tim Drake / Robin；馬修·麥瑟配音）
- 迪克·格雷森／夜翼（Dick Grayson / Nightwing；史考特·波特配音）
- 瑟琳娜·凱爾／貓女（Selina Kyle / Catwoman；格蕾·德莱勒配音）

### 敵人
- 稻草人（Scarecrow；約翰·諾伯配音，遊戲主要反派）
- 阿卡漢騎士（Arkham Knight；特羅伊·貝克配音）
- 小丑（；馬克·漢米爾配音，幻覺形式）
- 哈莉·奎茵（；塔拉·史壯配音）
- 毒藤女（Poison Ivy；泰西亞·瓦倫查（英语：Tasia Valenza）配音，盟友）
- 雙面人（Two-Face；特羅伊·貝克配音）
- 企鵝人（Penguin；諾蘭·諾斯配音）
- 謎語人（The Riddler；沃利·溫格（英语：Wally Wingert）配音）
- 死亡天使（Azrael；卡瑞·佩頓（英语：Khary Payton）配音，選擇性敵人）
- 螢火蟲（Firefly；克里斯賓·佛里曼配音）
- 豬教授（Professor Pyg；德懷特·舒爾茨（英语：Dwight Schultz）配音）
- 人蝠（；洛倫·雷斯特（英语：Loren Lester）配音）
- 緘默（；凱文·康羅伊配音）
- 黑火執事（英语：Deacon Blackfire）（；馬克·沃登（英语：Marc Worden）配音）
- 喪鐘（；馬克·羅斯頓配音，民兵任務）
- 瘋帽客（Mad Hatter；彼得·麥克尼可配音，僅DLC出場）
- 忍者大師（Ra's al Ghul；迪·布拉德利·貝克（英语：Dee Bradley Baker）配音，僅DLC出場）
- 妮莎·蘭科（英语：Nyssa Raatko）（；珍妮佛·海爾（英语：Jennifer Hale）配音，僅DLC出場，選擇性敵人）
- 殺手鱷（Killer Croc；史蒂芬·布魯姆（英语：Steven Blum）配音，僅DLC出場）
- 急凍人（Mr. Freeze；莫瑞斯·拉馬歇（英语：Maurice LaMarche）配音，僅DLC出場，盟友）
- 黑面具（Black Mask；布萊恩·布魯姆（英语：Brian Bloom）配音，僅DLC出場）
- 日曆人（Calendar Man；無聲音客串）

### 其他人物
- 詹姆斯·高登局長（Commissioner James Gordon；喬納森·班克斯配音）：高譚市警察局的局長，多年來與蝙蝠俠聯手肅清城市犯罪網，維護正義、歷盡萬難的他如今變得疲憊不堪。
- 盧修斯·福克斯（Lucius Fox；戴夫·芬諾伊（英语：Dave Fennoy）配音）：韋恩企業董事會主席，蝙蝠俠的忠誠盟友兼技術支持。
- 亞倫·凱許警官（Officer Aaron Cash；德維恩·R·謝潑德配音）：前阿卡漢精神病院和阿卡漢城市警衛，蝙蝠俠的多年正義盟友，如今擔任警察局監牢區的主管。
- 傑克·萊德（Jack Ryder；詹姆斯·霍蘭（英语：James Horan (actor)）配音）：高譚市調查記者，言而不實、嘩眾取寵的名嘴，災難發生時佔用警察局的審訊室調查某個邪教下落。
- 維琪·維爾（Vicki Vale；格蕾·德莱勒配音）：高譚市著名記者，同樣追尋頭條新聞，但她不像萊德一樣會嘲諷別人，報導的內容一向有憑有據。
- 賽門·史塔格（英语：Simon Stagg）（；菲利普·普羅克特（英语：Philip Proctor）配音）：開發生技的史塔格企業（英语：Stagg Enterprises）總裁，是一名嚴重妄想、貪生怕死的生化武器商人，為了謀利而幫稻草人開發雲爆裝置。
- 雷蒙·安德希爾局長（Chief Raymond Underhill；J·B·布朗克（英语：J. B. Blanc）配音）：高譚市第17號消防局長，為了養活家人和部下而不惜僱用螢火蟲來自導自演火警案，卻不慎導致部下們遭暴徒劫持。
- 小丑感染者四人眾（Joker Infected）
  - 亨利·亞當斯（Henry Adams；加瑞克·哈根（英语：Garrick Hagon）配音）：高譚著名麥卡倫學院校長，同時是生物學教授，被小丑毒血感染時間最長卻沒有出現任何征兆，因此被蝙蝠俠囚禁來開發解藥。
  - 克莉絲汀娜·貝爾（Christina Bell；朱爾絲·德·瓊（英语：Jules de Jongh）配音）：奎恩工業（英语：Queen Industries）董事會成員，因流產而輸進且感染上小丑毒血，隨後不滿她的職位被頂替而殺光她的十一位公司上級。
  - 強尼·魅力男（Johnny Charisma；麥可·羅森巴姆配音）：備受爭議的職業歌手，本名強納森·布朗（Jonathan Browne），被毒血感染後增強他自命不凡的心理。
  - 阿爾伯特·金（Albert King；小艾薩克·C·辛格頓（英语：Isaac C. Singleton Jr.）配音）：身材壯碩的過氣拳擊手，外號「歌利亞」（Goliath），做例行體檢時受毒血感染而增強他的暴力心理。
- 法蘭馨·朗斯通（英语：Francine Langstrom）：柯克·朗斯通的妻子，在丈夫因實驗錯誤變成人蝠後就被誤殺致死。
- 諾拉·佛萊斯（英语：Nora Fries）（；茜茜·瓊斯配音）：急凍人的妻子，目前已處於冷凍狀態長達數年。
- 雷克斯·路瑟（Lex Luthor；馬克·羅斯頓配音，僅聲音客串）：雷克斯企業總裁，為布魯斯留言希望能與之合作。
- 凱特·凱恩（Kate Kane；僅聲音客串）：布鲁斯·韋恩的表妹，當時已跟伴侶訂婚。

## 開發
2012年8月，《蝙蝠俠：阿卡漢瘋人院》與《蝙蝠俠：阿卡漢城市》編劇保羅·迪尼（Paul Dini）表示將不會參與續作編寫，亦被華納兄弟與Rocksteady工作室提議接受其他工作。Rocksteady選擇使用其編劇團隊，由遊戲總監Sefton Hill和歸隊的編劇Paul Crocker擔任隊長，劇本元素由Martin Lancaster負責，Geoff Johns擔任劇情顧問。
遊戲的宣傳物資於2014年2月末流出市面，並於2014年3月正式公佈，由曾經開發《瘋人院》與《城市》的工作室Rocksteady Studios開發（2013年作品《蝙蝠俠：阿卡漢起源》由華納兄弟遊戲蒙特利爾開發）。《阿卡漢騎士》被形容為阿卡漢系列的最終作，Rocksteady工作室表示構思在開發《城市》時已經存在。曾為《瘋人院》與《城市》蝙蝠俠配音的配音員凱文·康羅伊（Kevin Conroy）曾在2013年達拉斯漫畫展覽表示他當時正在參與阿卡漢系列續作，因此有人認為他將在《起源》再次飾演同一角色，事後證實他參與的是《阿卡漢騎士》。
Rocksteady在早期開發時已決定把本作對應最新世代主機Xbox One和PlayStation 4，讓他們能盡用主機資源容納遊戲構思。相對《城市》，本作可在螢幕容納五倍敵人數量，與環境互動的敵人可多達五十人，主機的技術提升也使劇情片段能實時產生而非像前作般使用預製片段。對於本作與前作規模上的差異，首席美術師Albert Feliu表示本作的單一角色模型多邊數量足以匹敵《城市》的整個環境，本作也首次使用PhysX物理模擬引擎，使例如蝙蝠俠披肩等布料能按照動作和風向真實地飄動。華納兄弟對Rocksteady的遊戲概念表示支持，但雙方均認為三年開發時間過長，因此用作填補這空檔的《起源》交由華納兄弟遊戲蒙特利爾開發。
遊戲不設多人模式，遊戲總監表示從一開始時他們已把遊戲定為單人遊戲，由於團隊將全力進行開發，為玩家提供最佳的單人遊戲體驗，他們將沒有足夠時間處理多人模式，同時認為遊戲將不需要多人模式，華納兄弟對此亦表示支持。

### 設計
蝙蝠車是Rocksteady希望在系列以往作品中加入的元素，但因技術限制而未有實行，設計師與DC漫畫一同參考《瘋人院》的早期設計使蝙蝠車配合遊戲玩法和蝙蝠俠步行往返兩地。遊戲總監表示不希望玩家不願離開蝙蝠車或認為蝙蝠俠以披肩滑行已經足夠而不使用蝙蝠車，因此遊戲內的挑戰包括了水平面和垂直面，使玩家不能只使用兩者之一。作為高速長距離代步工具的蝙蝠車可透過按下一個按鈕召喚至蝙蝠俠所在地，同時蝙蝠俠可迅速進入或彈出駕駛艙，彈出後可立即滑行。有別於《起源》，本作不設快速傳送點，設計師認為穿梭城市是遊戲一部分，快速傳送點將減弱玩家的遊戲體驗。早期開發中，Rocksteady在《城市》內投入一輛原型蝙蝠車，發現為配合蝙蝠俠以氣動爪和披肩滑行而設計的城市並不適合駕駛車輛，因此高譚市被重新設計，街道被擴闊以容納蝙蝠車和其他車輛以減低與壁面碰撞的機會，建築物變得更高以配合蝙蝠車的彈射設定。為突顯蝙蝠車的力量和避免轉彎撞上建築物時速度下降減弱其力量感，被其撞上的障礙物能顯出表面傷害而不減慢蝙蝠車速度。
設計師在重新設計高譚市時保留過往遊戲內的哥德式建築和塑造更真實密集的城市，除了霓虹燈、廣告招牌和美式汽車等次要元素，團隊亦在黑暗與反烏托邦的主題下構思了商店。設計師Hego表示每一個設計元素使遊戲體驗超越了時代，玩家不容易清楚指出某一部分來自二十年前或十年前，團隊目標不是造出遊戲界有史以來最大的世界，而是希望造出一個豐富、有活力和密集的開放式世界，使遊戲世界能充滿有趣的事情。

## 發行
《蝙蝠俠：阿卡漢騎士》預計於2014年10月14日在Microsoft Windows、PlayStation 4和Xbox One平台上發行。預購者能額外下載哈莉·奎茵（Harley Quinn）作為可使用角色，並可使用她獨有的武器和能力。額外的下載內容也包含了四個角色專屬的挑戰地圖，在Gamestop上预定的玩家还可多获得红头罩（Red Hood）DLC。
Windows版由於優化問題而收到大量負評而停止販售，經修復後於2015年10月28日重新上市。

### 行銷
遊戲將會在蝙蝠俠慶祝75週年的2014年中上市，DC預計在2014年7月的聖地牙哥國際動漫展中舉行「Cape/Cowl/Create」藝術展。其中將展出多位當代藝術家繪製的披風和斗篷，這些披風和斗篷是由服裝設計師艾雪·拉文根據遊戲中的蝙蝠裝設計。

## 配套漫画
- 《蝙蝠侠：阿卡姆骑士》（2015）：游戏同名漫画。承接《蝙蝠侠：阿卡姆之城》剧情。

## 外部連結
- 官方网站